# Bryophryne bustamantei
Bryophryne bustamantei is een kikker uit de familie Strabomantidae. De soort werd voor het eerst wetenschappelijk gepubliceerd door Juan Carlos Chaparro, Ignacio J. De la Riva, José Manuel Padial, José Antonio Ochoa en Edgar Lehr in 2007. Oorspronkelijk werd de wetenschappelijke naam Phrynopus bustamantei gebruikt.
De soort komt voor in de Umasbamba Valley en Ocobamba Valley in Peru op hoogtes van 3555 tot 3950 meter boven het zeeniveau.